# 魏金枝
魏金枝（1900年2月15日—1972年12月17日），原名魏义荣，小名荣佬，笔名凤兮、高山、鹿宿、莫干、牛三等，浙江嵊县人，中国作家，中国作家协会第二届理事会理事。被美誉为“中国最成功的一位农民作家”。

## 生平
1918年进入浙江省立第一师范学校求学，1920年开启文学创作生涯，1921年与潘漠华、汪静之、柔石等共同创立晨光社，1924年加入湖畔诗社。1928年出版的短篇小说集《七封书信的自传》获得鲁迅"优秀之作"的高度评价。1930年加入中国左翼作家联盟，参与编辑《萌芽》杂志，同年出版革命题材小说集《白旗手》。抗战期间坚守教育岗位，担任"中教联"文学组成员。1946年主编《文坛》杂志并在《时代日报》发表大量杂文散文，后结集为《时代的回声》。新中国成立后历任《上海文学》主编、《收获》副主编等要职，1954-1956年间系统整理出版五卷本《中国古代寓言》并创作儿童文学作品《越早越好》。其文学遗产还包括《魏金枝短篇小说选集》《新词林》《编余丛谈》《文艺随笔》等重要著作。